# Higher Love (versión de Kygo y Whitney Houston)
«Higher Love» es una canción del DJ y productor discográfico noruego Kygo, en colaboración con la cantante estadounidense Whitney Houston. Esta versión del tema fue lanzada como sencillo el 28 de junio de 2019 a través de RCA Records, disponible tanto en plataformas de streaming como en descarga digital. El sencillo forma parte del tercer álbum de estudio de Kygo, Golden Hour. «Higher Love» ganó popularidad al ser utilizada en un comercial para el evento de ventas de verano de Ford en 2020.

## Antecedentes
La versión de Whitney Houston de la canción «Higher Love», originalmente de Steve Winwood, se incluyó en la edición japonesa de su tercer álbum de estudio, I'm Your Baby Tonight (1990). Esta versión fue producida por el músico estadounidense Narada Michael Walden, y por esa razón, Walden figura como productor de «Higher Love» junto a Kygo. Houston interpretó su versión de «Higher Love» durante las 14 fechas de su gira Feels So Right de 1990 en Japón.
En el Reino Unido, «Higher Love» se convirtió en un gran éxito comercial, superando a la versión original de Winwood en términos de desempeño en las listas. La canción alcanzó el puesto número dos en la lista de sencillos del Reino Unido, convirtiéndose en la tercera canción de Kygo en llegar al top diez en ese país y en la primera en alcanzar el top cinco. Además, fue la decimoctava canción de Houston en llegar al top diez y su primera pista póstuma en lograrlo. La última vez que Houston había alcanzado el top diez fue con «Million Dollar Bill», que llegó al puesto cinco en octubre de 2009. Por lo tanto, «Higher Love» se convirtió en su sencillo más exitoso en el Reino Unido desde 1999, cuando «My Love Is Your Love» llegó al segundo puesto. En Escocia, la canción incluso logró alcanzar el puesto número uno.
Desde su lanzamiento, «Higher Love» ha logrado posicionarse en el top cinco de las listas en países como Croacia, Región Flamenca, Irlanda, Israel, Letonia, Noruega, Eslovaquia y Eslovenia. Además, ha entrado en el top diez en los Países Bajos, Hungría, Suecia y Suiza. La canción también llegó al top veinte en Australia, Austria, China, República Checa y Valonia. En Estados Unidos, «Higher Love» debutó en el puesto 63 del Billboard Hot 100, con 6,6 millones de reproducciones en su primera semana. Esta posición se convirtió en su punto máximo en dicha lista. Sin embargo, la canción encabezó la lista Dance Club Songs de Billboard, convirtiéndose en el tercer número uno de Kygo en esa lista y en el decimocuarto de Houston.
En septiembre de 2020, «Higher Love» fue nominada a la «Mejor canción dance/electrónica» en los Billboard Music Awards. Además, la Recording Industry Association of America (RIAA) otorgó al sencillo la certificación de doble platino en Estados Unidos.
La canción «Higher Love» adquirió un significado especial cuando fue reproducida inmediatamente después del discurso de victoria de Joe Biden tras su elección como 46.º presidente de los Estados Unidos el 7 de noviembre de 2020. Katie Bain, escribiendo para Billboard, comentó sobre el uso de la canción en ese contexto político, señalando: «Después de que Biden compartió su visión de 'una nación unida, una nación fortalecida, una nación sanada', 'Higher Love' reforzó ese mensaje, especialmente para quienes conocen cada palabra... Pocos sentimientos podrían expresar de manera tan eficaz las fatigas de la conciencia colectiva estadounidense durante los últimos cuatro años».
Por último, la canción también fue incluida en la edición de vinilo tanto estadounidense como europea del álbum recopilatorio de éxitos de Houston, I Will Always Love You: The Best of Whitney Houston, lanzado en octubre de 2021 por RCA Records.

## Video musical
El vídeo oficial, dirigido por Hannah Lux Davis, estuvo disponible en YouTube el 26 de agosto de 2019.  Comienza con un grupo de hombres vestidos con ropa moderna caminando por almacenes aparentemente abandonados. Quedan impresionados al ver una clase de aeróbic de los años 80 dirigida por una instructora interpretada por la actriz canadiense Vanessa Morgan. Después de ser ahuyentado inicialmente, el protagonista masculino entra a la habitación y de repente usa un traje de aeróbic de los años 80. Comienza a bailar con la protagonista femenina y finalmente se le unen sus compañeros masculinos.
El video tiene breves fragmentos del video musical «I Wanna Dance with Somebody» de Whitney Houston que se muestra en un televisor junto con carteles de ella del álbum Whitney de 1987 en la pared. Al final, uno de los bailarines patea accidentalmente al instructor en la cara y se despierta en un café al aire libre actual, revelando que la clase de aeróbic de los años 80 fue solo un sueño y que el protagonista masculino es en realidad su camarero.

## Personal
- Whitney Houston – voz principal, coros/arreglos, producción vocal
- Narada Michael Walden - arreglo de coros, productor, arreglista
- Kygo - productor, remezclador, arreglista
- Claytoven Richardson, Jeanie Tracy, Anne Stocking, Larry Batiste, Skyler Jett, Kitty Beethoven, Cynthia Shiloh, Greg "Gigi" Gonaway, Raz Kennedy, Cornell "CC" Carter, Lydette Stephens, Renee Cattaneo, Tina Thompson, Sylvester Jackson - coros

## Gráficos

#### Rendimiento semanal
| Listas (2019–2020)                          | Mejor posición |
| ------------------------------------------- | -------------- |
| Australia (ARIA)                            | 20             |
| Austria (Ö3 Austria Top 40)                 | 20             |
| Bélgica (Flandes) (Ultratop 50)             | 4              |
| Bélgica (Valonia) (Ultratop 50)             | 12             |
| Canadá (Canadian Hot 100)                   | 22             |
| China Airplay/FL (Billboard)                | 16             |
| Croatia (HRT)                               | 2              |
| República Checa (Rádio Top 100)             | 2              |
| República Checa (Singles Digitál Top 100)   | 18             |
| Dinamarca (Tracklisten)                     | 28             |
| Estonia (Eesti Tipp-40)                     | 23             |
| Euro Digital Song Sales (Billboard)         | 2              |
| Francia (SNEP)                              | 72             |
| Alemania (Offizielle Deutsche Charts)       | 22             |
| Germany Airplay (BVMI)                      | 1              |
| Greece (IFPI)                               | 29             |
| Hungría (Rádiós Top 40)                     | 6              |
| Hungría (Single Top 40)                     | 9              |
| Hungría (Stream Top 40)                     | 19             |
| Irlanda (IRMA)                              | 4              |
| Israel (Media Forest)                       | 3              |
| Latvia (LAIPA)                              | 25             |
| Lithuania (AGATA)                           | 16             |
| Países Bajos (Dutch Top 40)                 | 7              |
| Países Bajos (Mega Single Top 100)          | 27             |
| Mexico Airplay (Billboard)                  | 18             |
| Nueva Zelanda (Recorded Music NZ)           | 26             |
| Noruega (VG-lista)                          | 2              |
| Polonia (Polish Airplay Top 100)            | 51             |
| Portugal (AFP)                              | 93             |
| Escocia (Scottish Singles Sales Chart)      | 1              |
| Eslovaquia (Rádio Top 100)                  | 3              |
| Eslovaquia (Singles Digitál Top 100)        | 13             |
| Slovenia (SloTop50)                         | 2              |
| Suecia (Sverigetopplistan)                  | 9              |
| Suiza (Schweizer Hitparade)                 | 10             |
| Reino Unido (UK Singles Chart)              | 2              |
| Estados Unidos (Billboard Hot 100)          | 63             |
| Estados Unidos (Hot Dance/Electronic Songs) | 2              |
| Estados Unidos (Adult Contemporary)         | 7              |
| Estados Unidos (Adult Top 40)               | 12             |
| Estados Unidos (Hot Dance Club Songs)       | 1              |
| Estados Unidos (Dance/Mix Show Airplay)     | 2              |
| Estados Unidos (Mainstream Top 40)          | 29             |
| US Rolling Stone Top 100                    | 27             |

#### Rendimiento anual
| Listas (2019)                                         | Posición |
| ----------------------------------------------------- | -------- |
| Australia (ARIA)                                      | 82       |
| Hungría (Ö3 Austria Top 40)                           | 45       |
| Bélgica (Ultratop Flanders)                           | 27       |
| Bélgica (Ultratop Wallonia)                           | 83       |
| Canadá (Canadá Hot 100)                               | 63       |
| Alemania (Official German Charts)                     | 58       |
| Hungría (Rádiós Top 40)                               | 73       |
| Hungría (Single Top 40)                               | 63       |
| Islandia (Plötutíðindi)                               | 58       |
| Irlanda (IRMA)                                        | 39       |
| Letonia (LAIPA)                                       | 71       |
| Países Bajos (Dutch Top 40)                           | 23       |
| Países Bajos (Single Top 100)                         | 58       |
| Eslovenia (SloTop50)                                  | 26       |
| Suecia (Sverigetopplistan)                            | 62       |
| Suiza (Schweizer Hitparade)                           | 30       |
| Reino Unido (OCC)                                     | 26       |
| Estados Unidos Adult Contemporary (Billboard)         | 34       |
| Estados Unidos Dance Club Songs (Billboard)           | 28       |
| Estados Unidos Hot Dance/Electronic Songs (Billboard) | 9        |

| Listas (2020)                                         | Posición |
| ----------------------------------------------------- | -------- |
| Bélgica (Ultratop Flanders)                           | 81       |
| Suecia (Sverigetopplistan)                            | 91       |
| Reino Unido (OCC)                                     | 67       |
| Estados Unidos Adult Contemporary (Billboard)         | 13       |
| Estados Unidos Hot Dance/Electronic Songs (Billboard) | 9        |

## Certificaciones
| País           | Organismo certificador | Certificación | Ventas certificadas | Ref.   |
| -------------- | ---------------------- | ------------- | ------------------- | ------ |
| Australia      | ARIA                   | 3× Platino    | 210 000             | [ 80 ] |
| Austria        | IFPI Austria           | Platino       | 30 000              | [ 81 ] |
| Bélgica        | BEA                    | Platino       | 40 000              | [ 82 ] |
| Canadá         | Music Canada           | 2× Platino    | 160 000             | [ 83 ] |
| Dinamarca      | IFPI Dinamarca         | Platino       | 90 000              | [ 84 ] |
| Francia        | SNEP                   | Platino       | 200 000             | [ 85 ] |
| Alemania       | BVMI                   | Platino       | 400 000             | [ 86 ] |
| Italia         | FIMI                   | Platino       | 100 000             | [ 87 ] |
| México         | AMPROFON               | Platino       | 600 000             | [ 88 ] |
| Nueva Zelanda  | RMNZ                   | Oro           | 15 000              | [ 89 ] |
| Polonia        | ZPAV                   | 2× Platino    | 40 000              | [ 90 ] |
| España         | PROMUSICAE             | Platino       | 60 000              | [ 91 ] |
| Suiza          | IFPI Suiza             | Platino       | 20 000              | [ 92 ] |
| Reino Unido    | BPI                    | 3× Platino    | 1 800 000           | [ 93 ] |
| Estados Unidos | RIAA                   | 2× Platino    | 2 000               | [ 7 ]  |